# L'Héroïne de Vientiane
L'Héroïne de Vientiane est le 28e roman de la série SAS, écrit par Gérard de Villiers et publié en octobre 1972 dans la collection Plon (Presses de la Cité). Comme tous les SAS parus au cours des années 1970, le roman a été édité lors de sa publication en France à 100 000 exemplaires.
L'action se déroule courant 1972 au Laos (en particulier à Vientiane).
La CIA dispose de peu de moyens au Laos par rapport aux moyens déployés pour la guerre du Viêt Nam. David Wise, directeur des Opérations spéciales de la CIA, a donc envoyé son propre fils au Laos pour avoir un rapport objectif. Malko est chargé de venir épauler le jeune Wise.

## Personnages principaux
- Malko Linge : héros du roman.
- Cyntia

## Résumé
Au Laos, la CIA semble se compromettre avec les narcotrafiquants locaux afin de contrer le Pathet Lao, mouvement d'inspiration communiste. La CIA dispose de peu de moyens au Laos par rapport aux moyens déployés pour la guerre du Viêt Nam. David Wise, directeur des opérations spéciales de la CIA, a donc envoyé son propre fils au Laos pour avoir un rapport objectif. Malko est chargé de venir épauler le jeune Wise. L'enquête commence à Phnom Penh, au Cambodge, pour se poursuive ensuite à Vientiane, au Laos. 

## Autour du roman
- Le personnage de Cyntia, qui joue un rôle important dans ce roman, sera de nouveau mis en scène dans Murder Inc., Las Vegas (SAS n°32 - 1973).
- À la page 61 de l'édition originale, l'auteur confond le bouddhisme et le confucianisme : « Un bonze au crâne rasé était assis sur un énorme rocher dominant le Mékong en train de déchiffrer des pensées de Confucius…».
- À la page 173 de l'édition originale, l'auteur évoque un épisode de l'histoire du Laos : « La pointe de ce temple a été détruite lors de la révolution du capitaine Kong-Li, soupira Khamhouane. ».
- Malko se rendra de nouveau dans cette zone du monde à peine un an après, dans Roulette cambodgienne (SAS n°35 - 1974).